# ضخم (فلم 1956)
ضخم (بالإنجليزية: Giant) هو فيلم دراما تم إنتاجه في الولايات المتحدة وصدر في سنة 1956.

## بطولة
- إليزابيث تايلور
- جيمس دين
- دينيس هوبر
- كارول بيكر

### ترشيحات وجوائز
| السنة | الحدث  | الفئة     | النتيجة  |
| ----- | ------ | --------- | -------- |
|       | أوسكار | أفضل مخرج | فـــــوز |
|       | أوسكار | أفضل ممثل | ترشـيـح  |

## الميزانية والإيرادات
بلغت تكلفة إنتاج الفيلم حوالي 5.4 مليون دولار بينما حقق أرباحا تقدر بـ 35 مليون دولار.

## وصلات خارجية
- ضخم على موقع IMDb (الإنجليزية)
- ضخم على موقع ميتاكريتيك (الإنجليزية)
- ضخم على موقع الموسوعة البريطانية (الإنجليزية)
- ضخم على موقع روتن توميتوز (الإنجليزية)
- ضخم على موقع نتفليكس (الإنجليزية)
- ضخم على موقع قاعدة بيانات الأفلام العربية
- ضخم على موقع ألو سيني (الفرنسية)
- ضخم على موقع Turner Classic Movies (الإنجليزية)
- ضخم على موقع أول موفي (الإنجليزية)
- ضخم على موقع بوكس أوفيس موجو (الإنجليزية)

1. ↑  وصلة مرجع: https://www.oscars.org/oscars/ceremonies/1957.
2. ↑  وصلة مرجع: http://www.imdb.com/title/tt0049261/. الوصول: 11 يوليو 2016.
3. ↑  وصلة مرجع: http://decine21.com/peliculas/Gigante-1522. الوصول: 11 يوليو 2016.
4. ↑  وصلة مرجع: http://www.filmaffinity.com/es/film234290.html. الوصول: 11 يوليو 2016.
5. ↑  مذكور في: تفريغات بيانات Freebase. الناشر: جوجل.